# Залипяжье
Залипяжье — деревня в Старожиловском районе Рязанской области России, входит в состав Истьинского сельского поселения.

## География
Деревня расположена в 3 км на восток от центра поселения села Истье и в 24 км на северо-восток от райцентра рабочего посёлка Старожилово. 

## История
Залипяжье в качестве села упоминается в приправочных книгах 1597 и 1598 годов, где сказано, в селе Залипяжье церковь Воскресения Христова. В писцовых книгах 1628 и 1629 годов есть упоминание о Воскресенской церкви, само село значилось в поместьях за Андреем Романовым сыном Безобразова и за Дмитрием Петровым сыном Беклемишева. По окладным книгам 1676 года видно, что к Воскресенской церкви принадлежал пустовой приход, что была церковь Козьмы и Дамиана в селе Пожегине. В 1725 году вместо ветхой поставлена была новая деревянная церковь с колокольней в прежнее храмонаименование. Она имела в длину 26, в ширину 9 аршин. В 1852 году в ней исправлены были полы и потолки, а в иконостасе — иконы, снаружи стены и кровля обшиты новым тесом старанием помещика Коротких. С 1816 года Воскресенская церковь значилась припиской к Христорождественской церкви села Истья в качестве кладбищенской. 
В XIX — начале XX века село входило в состав Перевлесской волости Пронского уезда Рязанской губернии. В 1906 году в селе было 18 дворов.
С 1929 года деревня входила в состав Истьинского сельсовета Старожиловского района Рязанского округа Московской области, с 1937 года — в составе Рязанской области, с 1944 года — в составе Букринского района, с 1956 года — в составе Старожиловского района, с 2005 года — в составе Истьинского сельского поселения.

## Население
| 1859 | 1906 | 2010 |
| ---- | ---- | ---- |
| 241  | ↗275 | ↘7   |